# Liste der Ehrenbürger von Hamburg
Die Freie und Hansestadt Hamburg hat bislang 37 Personen die Ehrenbürgerwürde als höchste Auszeichnung, die Hamburg zu vergeben hat, verliehen.
Das Recht der Verleihung des Ehrenbürgerrechts steht dem Senat zu und wurde zunächst von ihm allein ausgeübt. Um dieser seltenen Ehrung eine noch größere Bedeutung zu geben, holte er erstmals im Jahr 1834 die Mitgenehmigung der Bürgerschaft ein, ohne jedoch eine entsprechende Verpflichtung anzuerkennen. 1918 hat der Senat erneut bekräftigt, dass es richtig sei, auch künftig ihre Zustimmung einzuholen.
Bis 1948 wurde die Ehrenbürgerwürde ausschließlich an Auswärtige verliehen. Johannes Brahms wurde zwar in Hamburg geboren, lebte zum Zeitpunkt der Verleihung aber in Wien.
Die Auflistung erfolgt chronologisch nach Datum der Zuerkennung.

## Die Ehrenbürger der Freien und Hansestadt Hamburg
1. Baron Friedrich Karl von Tettenborn (* 19. Februar 1778 zu Tettenborn, Grafschaft Sponheim, Baden; † 9. Dezember 1845 in Wien)
Oberst in der russischen Armee
Verleihung 1813
Baron von Tettenborn gelang es in den Befreiungskriegen, Hamburg von den Franzosen zu befreien, nachdem Napoléon Bonaparte die Stadt 1810 in sein Kaiserreich eingegliedert hatte.
2. Fürst Gebhard Leberecht von Blücher (* 16. Dezember 1742 in Rostock; † 12. September 1819 in Krieblowitz, Schlesien)
Generalfeldmarschall der preußischen Armee
Verleihung 1816
Von Blücher wurde für seinen maßgeblichen Anteil am Sieg in der Schlacht bei Waterloo 1815 ausgezeichnet.
3. Graf August Otto von Grote (* 1747; † 1830)[1]
Geheimer Rat von Preußen
Verleihung 1826
Graf Grote war „außerordentlicher Gesandter“ und bevollmächtigter Minister des Königs von Preußen in der Stadt Hamburg.
4. James Colquhoun (* 1780; † 1855)
Generalkonsul in London und Stalhofmeister
Verleihung 1834
5. Georg Michael Gramlich (* 1795; † 1880)
Kaufmann und Hamburger Geschäftsträger bei der Republik Venezuela
Verleihung 1838
Verliehen für die Aushandlung eines Freundschafts-, Handels- und Schifffahrtsvertrages zwischen Hamburg und Venezuela, unterzeichnet am 27. Mai 1837.
6. Graf Conrad Daniel von Blücher-Altona (* 29. Februar 1764 in Penzlin, Mecklenburg-Schwerin; † 1. August 1845 in Altona)
Oberpräsident der Stadt Altona und Geheimer Konferenzrat von Dänemark
Verleihung 1843
Verliehen in Anerkennung der besonderen Hilfe nach dem Hamburger Brand 1842.
7. Eduard Heinrich Flottwell (* 23. Juli 1786 in Insterburg, Ostpreußen; † 28. Mai 1865 in Berlin)
Oberpräsident verschiedener preußischer Provinzen
Verleihung 1843
Verliehen in Anerkennung der besonderen Hilfe nach dem Hamburger Brand 1842.
8. Johann Smidt (* 5. November 1773 in Bremen; 7. Mai 1857 ebenda)
Bürgermeister von Bremen
Verleihung 1843
Verliehen in Anerkennung der besonderen Hilfe nach dem Hamburger Brand 1842.
9. Heinrich Christoph Gottfried von Struve (* 1772; † 1851)
Geheimer Rat von Russland, russischer Gesandter bei den Hansestädten
Verleihung 1843
Verliehen anlässlich des 50-jährigen Dienstjubiläums. Von Struwe gründete das naturwissenschaftliche Museum in Hamburg.
10. Fürst Otto von Bismarck (* 1. April 1815 in Schönhausen (Elbe), Brandenburg; † 30. Juli 1898 in Friedrichsruh, Schleswig-Holstein)
Reichskanzler
Verleihung 1871
Verliehen anlässlich der Gründung des Deutschen Reichs.
11. Graf Helmuth von Moltke (* 26. Oktober 1800 in Parchim, Mecklenburg-Schwerin; † 24. April 1891 in Berlin)
Chef des Generalstabes der preußischen Armee
Verleihung 1871
Verliehen anlässlich der Siege in den deutschen Einigungskriegen.
12. Gustav Christian Schwabe (* 1813; † 1897)
Kunstförderer und Kaufmann in London
Verleihung 1886
Gustav Christian Schwabe schenkte der Hamburger Kunsthalle 128 Gemälde aus seinem Besitz und bekam dafür die Ehrenbürgerwürde.
13. Johannes Brahms (* 7. Mai 1833 in Hamburg; † 3. April 1897 in Wien)
Komponist, Pianist und Dirigent
Verleihung 1889
Brahms erhielt die Ehrenbürgerwürde, da er „durch hervorragende Werke seiner Vaterstadt Ehre und Ruhm bereitet“ hat.
14. Graf Alfred von Waldersee (* 8. April 1832 in Potsdam; † 5. März 1904 in Hannover)
Generalfeldmarschall der preußischen Armee
Verleihung 1901
Graf von Waldersee hatte den Oberbefehl über die europäischen Interventionstruppen zur Niederschlagung des Boxeraufstands in China. Er erhielt von Hamburg die Ehrenbürgerwürde für seine „Tätigkeit im Interesse der Erhaltung des Weltfriedens“.
15. Paul von Hindenburg (* 2. Oktober 1847 in Posen; † 2. August 1934 in Neudeck, Ostpreußen)
Generalfeldmarschall der deutschen Armee, Reichspräsident
Verleihung 1917  (zum 70. Geburtstag)
Paul von Hindenburg galt als legendärer Militär und war bereits seit den 1860ern Offizier. Im Ersten Weltkrieg, wo er die Besetzung Ostpreußens durch russische Truppen verhinderte, wurde er als „Held von Tannenberg“ gefeiert. Im August 1916 wurden er und General Ludendorff Chefs der Obersten Heeresleitung.
16. Henry Everling (* 19. August 1873 in Braunschweig; † 16. Mai 1960 in Hamburg)
Hamburger Senator
Verleihung 1948
Verliehen für seine Verdienste um das Gemeinwohl, insbesondere das Konsumgenossenschaftswesen.
17. Adolph Schönfelder (* 5. April 1875 in Hamburg; † 3. Mai 1966 ebenda)
Mitglied der Hamburgischen Bürgerschaft (SPD) 1919–1933 und 1945–1961. Hamburger Senator 1926–1933 und Bürgerschaftspräsident 1946–1960.
Verleihung 1950
Schönfelder bekam die Ehrenbürgerwürde für seine Verdienste um die Zusammenarbeit zwischen Regierung und Opposition. 1948/49 war er Vize- und zugleich Alterspräsident des Parlamentarischen Rats, der das Grundgesetz für die Bundesrepublik Deutschland ausarbeitete.
18. Max Brauer (* 3. September 1887 in Ottensen bei Hamburg; † 2. Februar 1973 in Hamburg)
Erster Bürgermeister 1946–1953 und 1957–1960
Verleihung 1960
Max Brauer, der während der Zeit des Nationalsozialismus nach Amerika emigriert war, sprach 1946 als Gastredner bei einer SPD-Veranstaltung in Planten un Blomen. Anschließend baten ihn seine Zuhörer, nicht nach Amerika zurückzukehren, sondern für das Amt des Ersten Bürgermeisters zu kandidieren. Die Wahl endet mit einem triumphalen Erfolg für die SPD.
19. Herbert Weichmann (* 23. Februar 1896 in Landsberg in Oberschlesien; † 9. Oktober 1983 in Hamburg)
Erster Bürgermeister 1965–1971
Verleihung 1971
Weichmann musste 1933 vor den Nationalsozialisten ins Exil flüchten. Nach seiner Rückkehr 1948 war er zunächst Finanzsenator, später Bürgermeister von Hamburg.
20. Herbert Dau (* 8. Dezember 1911 in Hamburg; † 7. Juli 2000 in Hamburg)
Präsident der Hamburger Bürgerschaft
Verleihung 1978
Verliehen für seine Verdienste um das Gemeinwohl.
21. Helmut Schmidt (* 23. Dezember 1918 in Hamburg; † 10. November 2015 ebenda)
Hamburger Innensenator 1961–1965, Bundeskanzler 1974–1982
Verleihung 1983
Helmut Schmidt gewann als Innensenator vor allem beim Krisenmanagement der Sturmflut 1962 großes Ansehen. In seiner Amtszeit als Bundeskanzler lagen die Ölkrisen und der Deutsche Herbst 1977. 1982 verlor er sein Amt als Bundeskanzler, als sein Koalitionspartner, die FDP, eine Koalition mit der CDU einging.
22. Ida Ehre (* 9. Juli 1900 in Prerau, Kronland Mähren; † 16. Februar 1989 in Hamburg)
Schauspielerin, Regisseurin und Theaterleiterin
Verleihung 1985
Ida Ehre spielte vor dem Krieg auf zahlreichen europäischen Bühnen. Von den Nationalsozialisten wurde sie während des Zweiten Weltkriegs im Konzentrationslager gefangengehalten. Nach ihrer Befreiung eröffnete sie noch 1945 die Hamburger Kammerspiele, die sich unter ihrer Leitung zu einer der führenden deutschen Schauspielbühnen entwickelte.
23. Gerd Bucerius (* 19. Mai 1906 in Hamm, Westfalen; † 29. September 1995 in Hamburg)
Verleger und Politiker
Verleihung 1986
Bucerius war Mitbegründer und ab 1957 alleiniger Gesellschafter der Wochenzeitung Die Zeit. Über mehrere Jahre unterstützte er die defizitäre Zeit mit Einnahmen aus dem Stern.
24. Herbert Wehner (* 11. Juli 1906 in Dresden; † 19. Januar 1990 in Bonn)
Mitglied des Bundestages 1949–1983, Bundesminister 1966–1969, SPD-Fraktionsvorsitzender 1969–1983
Verleihung 1986
Herbert Wehner war 33 Jahre lang für den Wahlkreis Hamburg-Harburg im Deutschen Bundestag. Er gilt als einer der außergewöhnlichsten Politiker der Bundesrepublik und hält mit 78 Ordnungsrufen gegen ihn den Rekord im Parlament. Die Ehrung erfolgte in Anerkennung um die Verdienste für den Wiederaufbau des Landes und der Stadt Hamburg.
25. Kurt A. Körber (* 7. September 1909 in Berlin; † 10. August 1992 in Hamburg)
Unternehmer
Verleihung 1991
Kurt Körber gründete mehrere Stiftungen u. a. zum Wiederaufbau des Thalia Theaters und der Deichtorhallen.
26. Alfred Toepfer (* 13. Juli 1894 in Altona; † 8. Oktober 1993 in Hamburg)
Unternehmer
Verleihung 1991
Gründete 1931 die Alfred Toepfer Stiftung F.V.S., die jährlich zahlreiche Preise und Stipendien zur Förderung der europäischen Einheit vergibt. Ein besonderes Anliegen war ihm die Einführung von Naturparks in Deutschland. 1956 verkündete er zusammen mit Bundespräsident Heuss den Beginn des Naturparkprogramms.
27. Rudolf Augstein (* 5. November 1923 in Hannover; † 7. November 2002 in Hamburg)
Journalist, Verleger und Publizist
Verleihung 1993
Rudolf Augstein gründete 1947 als 23-Jähriger das Nachrichtenmagazin Der Spiegel in Hamburg. Damit begann Hamburgs Aufstieg zu einem der Medienzentren der Bundesrepublik.
28. Marion Gräfin Dönhoff (* 2. Dezember 1909 auf Schloss Friedrichstein (Ostpreußen); † 11. März 2002 auf Schloss Crottorf, Rheinland-Pfalz)
Journalistin und Redakteurin
Verleihung 1999
Gräfin Dönhoff stand während der Zeit des Nationalsozialismus mit dem Kreisauer Kreis in Kontakt. 1946 begann sie in Hamburg für Die Zeit zu schreiben. 1968 wurde sie Chefredakteurin und 1973 Mitherausgeberin der Wochenzeitung. Sie gilt als eine der herausragendsten Journalistinnen der Bundesrepublik.
29. Siegfried Lenz (* 17. März 1926 in Lyck, Ostpreußen; † 7. Oktober 2014 in Hamburg)
Schriftsteller
Verleihung 2001
Siegfried Lenz lebte seit 1951 als freier Schriftsteller in Hamburg. Er ist einer der bekanntesten deutschsprachigen Erzähler der Nachkriegs- und Gegenwartsliteratur.
30. Uwe Seeler (* 5. November 1936 in Hamburg; † 21. Juli 2022 in Norderstedt)
Fußballspieler
Verleihung am 26. November 2003
Uwe Seeler galt in seiner aktiven Zeit als einer der besten Mittelstürmer der Welt. Während der gesamten Zeit spielte er für den Hamburger SV und erreichte mit ihm zahlreiche Erfolge. Als Nationalspieler nahm er an vier Weltmeisterschaften teil. Ab 1972 war er Ehrenspielführer des DFB.
31. Helmut Greve (* 2. Juni 1922 in Hamburg; † 3. Juli 2016 in Hamburg) und
32. Hannelore Greve (* 11. November 1926 in Wesel; † 16. Oktober 2023)
Unternehmer und Stifter
Verleihung am 30. September 2005
Helmut und Hannelore Greve waren beide erfolgreiche Unternehmer in Hamburg. Zusammen leiteten sie eine Stiftung für Wissenschaft und Kultur. Unter anderem schenkten sie der Universität Hamburg zwei Flügelbauten des Hauptgebäudes und übernahmen die Startfinanzierung der Akademie der Wissenschaften in Hamburg.
33. John Neumeier (* 24. Februar 1939 in Milwaukee, Wisconsin)
Ballett-Choreograph
Verleihung am 7. Juni 2007
John Neumeier ist einer der bedeutendsten Ballett-Choreographen weltweit. In seiner mehr als 30 Jahre währenden Tätigkeit für das Hamburg Ballett ist es ihm gelungen, die Compagnie zu einer der führenden in der Welt zu entwickeln.
34. Loki Schmidt (* 3. März 1919 in Hamburg; † 21. Oktober 2010 ebenda)
Naturschützerin und Ehefrau des Altbundeskanzlers Helmut Schmidt
Verleihung am 12. Februar 2009
1976 gründete Loki Schmidt die Stiftung zum Schutze gefährdeter Pflanzen. Diese wurde mit der Stiftung Naturschutz Hamburg zur „Loki Schmidt Stiftung“ fusioniert. Zu ihrem 80. Geburtstag erhielt sie für ihre Verdienste um den Pflanzen- und Naturschutz von der Universität Hamburg den Professorentitel.
35. Michael Otto (* 12. April 1943 in  Kulm in Westpreußen)
Deutscher Unternehmer, Aufsichtsratsvorsitzender und ehemaliger Vorstandsvorsitzender der Otto Group
Verleihung am 15. August 2013
Otto hat sich besonders in den Bereichen Kultur, Bildung, Umwelt und Soziales verdient gemacht. So förderte er unter anderem die Staatliche Jugendmusikschule, im Museumsbereich die Hamburger Kunsthalle sowie das Museum für Hamburgische Geschichte. Weitere Unterstützung bekam der Bau der Elbphilharmonie.
36. Kirsten Boie (* 19. März 1950 in Hamburg)
Schriftstellerin und Literaturwissenschaftlerin
Verleihung am 18. Dezember 2019
Boie hat rund 100 Kinder- und Jugendbücher verfasst und unterstützt die Leseförderung bei Kindern. 2007 bekam sie dafür den Deutschen Jugendliteraturpreis und 2011 das Verdienstkreuz 1. Klasse der Bundesrepublik Deutschland.
37. Udo Lindenberg (* 17. Mai 1946 in Gronau)
Rockmusiker, Schriftsteller und Maler
Verleihung am 7. September 2022
Lindenberg lebt seit 1968 überwiegend in Hamburg. Er erhielt 1989 das Bundesverdienstkreuz am Bande und 2019 das Bundesverdienstkreuz 1. Klasse.

## Ehemals als Ehrenbürger geführt
- Adolf Hitler (* 20. April 1889 in Braunau am Inn, Oberösterreich; † 30. April 1945 in Berlin)
„Führer“ und Reichskanzler
Verleihung 1933; aberkannt 1945
Hitler erhielt die Ehrenbürgerschaft am 20. April 1933, anlässlich seines 44. Geburtstags.[2]

- Hermann Göring (* 12. Januar 1893 in Rosenheim, Bayern; † 15. Oktober 1946 in Nürnberg)
preußischer Ministerpräsident, Reichstagspräsident, Chef der Luftwaffe, Generalfeldmarschall
Verleihung 1937; aberkannt 1945
Göring wurde am 30. Januar 1937 zum Ehrenbürger ernannt – vier Tage nach Erlass des von ihm (als Beauftragter für den Vierjahresplan und preußischer Ministerpräsident) unterzeichneten Groß-Hamburg-Gesetzes.[3]

Bürgermeister Rudolf Petersen teilte die Aberkennung der beiden Ehrenbürgerschaften am 7. Juni 1945 in einem Antwortbrief an Rechtsanwalt Hans Hertz mit, der dies am 5. des Monats von ihm erbeten hatte. Petersen berief sich darauf, dass er „als Bürgermeister auch im Rahmen der jetzt noch gültigen Deutschen Gemeindeordnung das Recht habe, Ehrenbürgerschaft abzuerkennen“.

## Ehrenbürger der eingemeindeten Städte
Die Frage, ob Hamburg durch die zum 1. April 1938 wirksame Eingemeindung von Altona, Harburg-Wilhelmsburg und Wandsbek auch die Ehrenbürger dieser Städte übernommen hat oder ob deren Ehrenbürgerschaften mit dem 31. März 1938 erloschen sind, hat das Senatsamt für Bezirksangelegenheiten im Jahr 1990 gegenüber der Altonaer Bezirksversammlung nicht eindeutig entschieden (dabei war versucht worden, die 1896 an Alfred Graf von Waldersee vergebene Ehrenbürgerwürde zu löschen). Für einen Fortbestand spricht allerdings, dass der Senat im Oktober 1945 einem einzelnen Altonaer Ehrenbürger (Hinrich Lohse) diesen Titel aberkannt hat. Zeitgleich wurden auch zwei Ehrenbürgerwürden in Wandsbek (Hinrich Lohse und Erich Raeder) und eine in Harburg-Wilhelmsburg (Otto Telschow) aberkannt. Es handelte sich in allen Fällen um Ehrenbürgerwürden, die nach 1933 an Nationalsozialisten vergeben wurden.
Insofern siehe auch die
- Liste der Altonaer Ehrenbürger
- Liste der Harburger Ehrenbürger
- Liste der Wandsbeker Ehrenbürger

Siehe auch: Hamburger Persönlichkeiten

## Weitere Ehrungen
Neben der Ehrenbürgerwürde werden in Hamburg weitere Ehrentitel, Medaillen und Preise verliehen.
Siehe auch: Liste staatlicher Hamburger Auszeichnungen.